# Margaret Burvill
Margaret Ann Burvill-Edwards, avstralska atletinja, * 2. oktober 1941, Perth, Avstralija, † 28. februar 2009.
Nastopila je na poletnih olimpijskih igrah leta 1964, ko je osvojila šesto mesto v štafeti 4x100 m, v teku na 100 m in 200 m se je uvrstila v polfinale. 22. februarja 1964 je izenačila svetovni rekord v teku na 200 m Wilme Rudolph s časom 22,9 s, ki je veljal še leto in pol. 